# Ramshorn
Ramshorn – osada i civil parish w Anglii, w hrabstwie Staffordshire, w dystrykcie East Staffordshire. Leży 28 km na północny wschód od miasta Stafford i 205 km na północny zachód od Londynu.